# РК Мокра Гора
Рукометни клуб Мокра Гора је српски рукометни клуб из Зубиног Потока. Тренутно се такмичи у Супеp лиги Србије.

## Историја
Клуб је основан 1976. године. Од сезоне 2017/18. такмичи се у Супер лиги Србије.